# Les Appalaches
Les Appalaches – regionalna gmina hrabstwa (MRC) w regionie administracyjnym Chaudière-Appalaches prowincji Quebec, w Kanadzie. Stolicą jest miasto Thetford Mines. Składa się z 19 gmin: 2 miast, 13 gmin, 4 parafii.
Les Appalaches ma 43 120 mieszkańców. Język francuski jest językiem ojczystym dla 98,0%, angielski dla 1,2% mieszkańców (2011).